# Myślino
Myślino (deutsch Moitzlin) ist ein Dorf in der Woiwodschaft Westpommern in Polen. Es gehört zu der Gmina Gościno (Gemeinde Groß Jestin) im Powiat Kołobrzeski (Kolberger Kreis).

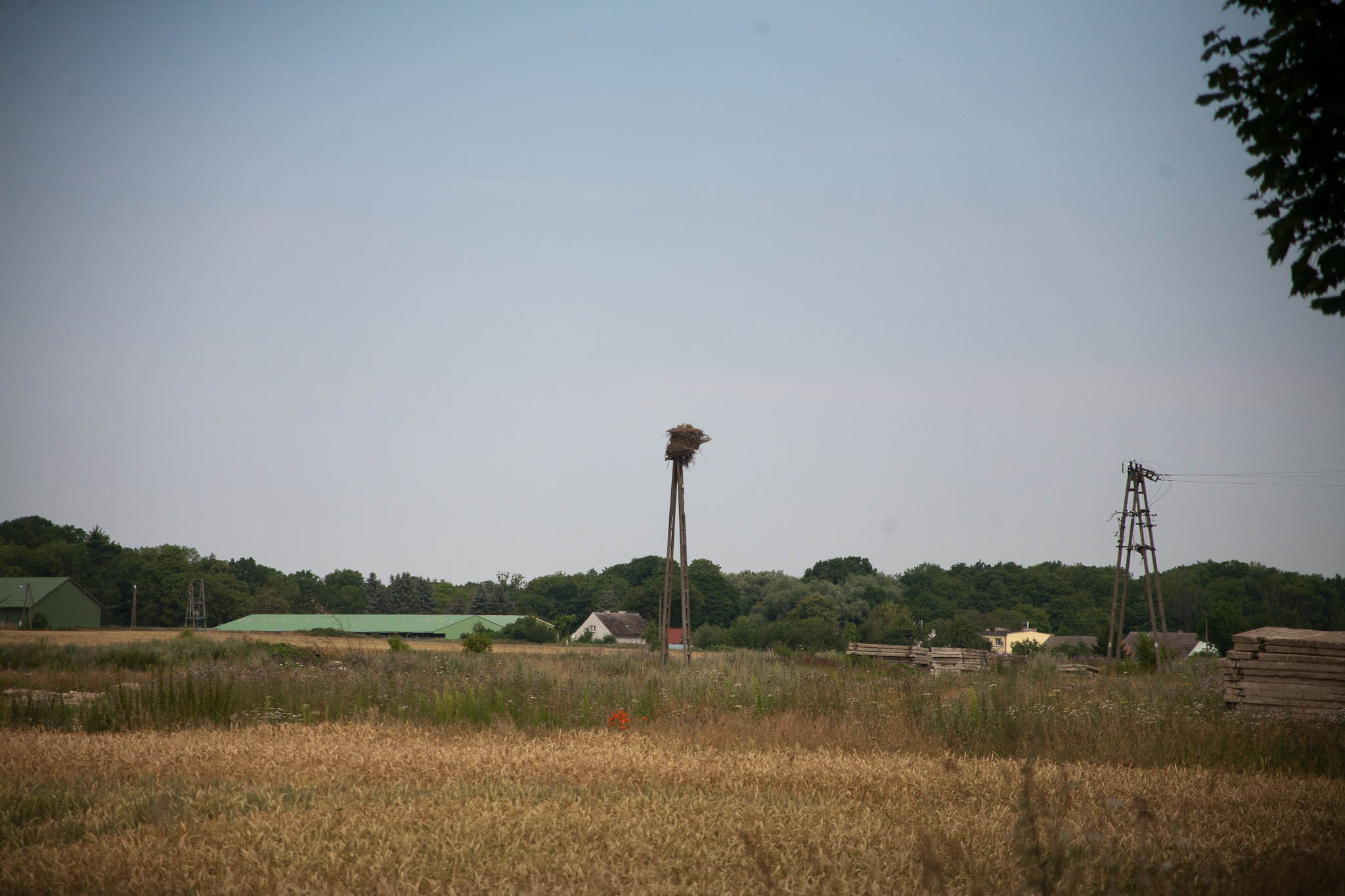
Ortsbild mit Storchennest (Aufnahme von 2014)

## Geographische Lage
Das Dorf liegt in Hinterpommern, etwa 18 Kilometer südöstlich von Kołobrzeg (Kolberg) und 100 Kilometer nordöstlich von Stettin (Szczecin).
Die nächsten Nachbarorte sind im Norden Mołtowo (Moltow), im Nordosten Pobłocie Małe (Klein Pobloth),  im Südosten Robuń (Rabuhn), im Südwesten Karkowo (Karkow) und im Nordwesten Gościno-Dwór (Gut Groß Jestin).

## Geschichte
Im 12. und 13. Jahrhundert gab es in Moitzlin ein Ordenshaus des Johanniterordens. Denn in einer Bulle, die Papst Gregor IX. im Jahre 1238 ausgestellt hat, bestätigte der Papst dem Johanniterorden den Besitz von drei Häusern, die ein verstorbener pommerscher Fürst Ratibor und dessen Sohn Bogislaw dem Orden geschenkt hatten. Unter den Häusern war das in dem hier „Meslino“ genannten Ort. Bei den Fürsten handelt es sich nach dem Urteil des Historikers Martin Wehrmann um Ratibor I. († 1156) und dessen Sohn Bogislaw von Schlawe, doch kommen auch andere Zuordnungen in Betracht.
Der Johanniterorden hat Moitzlin offenbar als Lehen vergeben. Aus dem Jahre 1309 ist überliefert, dass zwei Söhne eines Ritters namens Marquard Rugenwold das hier als „Moycellin“ bezeichnete Dorf an das Kolberger Domkapitel verkauft haben. Im Jahre 1312 stimmte der Orden dem zu.
Im Jahre 1335 nahm ein Ritter namens Stephan Karkow Moitzlin vom Kolberger Domkapitel zu Lehen. Später im 14. Jahrhundert war Moitzlin ein Lehen von Angehörigen der Familie von Berg.
Im Jahre 1496 erscheint mit Henning von Blankenburg erstmals ein Angehöriger der adligen Familie von Blankenburg als Lehnsnehmer; er hatte Moitzlin vom Dompropst des Kolberger Domkapitels zu Lehen.
Auf der Lubinschen Karte des Herzogtums Pommern von 1618 ist Moitzlin eingetragen.
Im 18. Jahrhundert war der Besitz an Moitzlin zeitweise in zwei Anteile aufgeteilt. Im Jahre 1768 war das Gut Moitzlin in Konkurs gefallen und wurde von einem Bürgerlichen, dem Stettiner Posamentenmacher Wolf, als dem Meistbietenden erworben.
In Ludwig Wilhelm Brüggemanns Ausführlicher Beschreibung des Herzogtums Vor- und Hinterpommern (1784) ist Moitzlin als adeliger Wohnsitz unter den adeligen Gütern des Fürstentums Cammin aufgeführt. Damals gab es in Moitzlin zwei Vorwerke, wohl die Gutsbetriebe der beiden früheren Anteile, zwei Kossäten und eine Schmiede, insgesamt acht Haushaltungen („Feuerstellen“).
Im Jahre 1786 erwarb Albrecht von Gelsdorff das Gut Moitzlin. Im Besitz der Familie von Gelsdorff blieb das Gut Moitzlin bis 1945.
Ab dem 19. Jahrhundert bildete Moitzlin einen eigenen politischen Gutsbezirk, der zuletzt ein Gebiet von 679 Hektar umfasste. Mit der allgemeinen Auflösung der Gutsbezirke in Preußen im Jahre 1928 wurde der Gutsbezirk Moitzlin in die benachbarte Gemeinde Rabuhn eingemeindet.
Im Jahre 1909 erhielt Moitzlin Bahnanschluss mit dem Bau der Bahnstrecke Groß Jestin–Groß Pobloth der Kolberger Kleinbahn und einer eigenen Station für Moitzlin. Die Strecke wurde im Jahre 1915 über Groß Pobloth bis Körlin verlängert. Sie ist heute stillgelegt.
Bis 1945 gehörte Moitzlin als Teil der Gemeinde Rabuhn zum Landkreis Kolberg-Körlin der Provinz Pommern.
Gegen Ende des Zweiten Weltkriegs wurde Moitzlin durch die Rote Armee besetzt. Das Dorf kam, wie alle Gebiete östlich der Oder-Neiße-Grenze, an Polen. Die Dorfbevölkerung wurde vertrieben. Der Ortsname wurde als „Myślino“ polonisiert.

## Entwicklung der Einwohnerzahlen
- 1816: 088 Einwohner[5]
- 1867: 157 Einwohner[5]
- 1885: 176 Einwohner[5]
- 1905: 206 Einwohner[5]
- 1925: 179 Einwohner[5]
- 2017: 132 Einwohner[1]

## Gutshaus  Moitzlin
Das Gutshaus liegt in einem kleinen Park nahe einem großen Wirtschaftshof. Der Bau, im Stil der deutschen Gründerzeit hat einen breiten Mittelgiebel mit vorgezogenem Portal.

## Söhne und Töchter des Ortes
- Christian Friedrich von Blanckenburg (1744–1796), deutscher Literaturwissenschaftler und Schriftsteller